# Liaoyuan

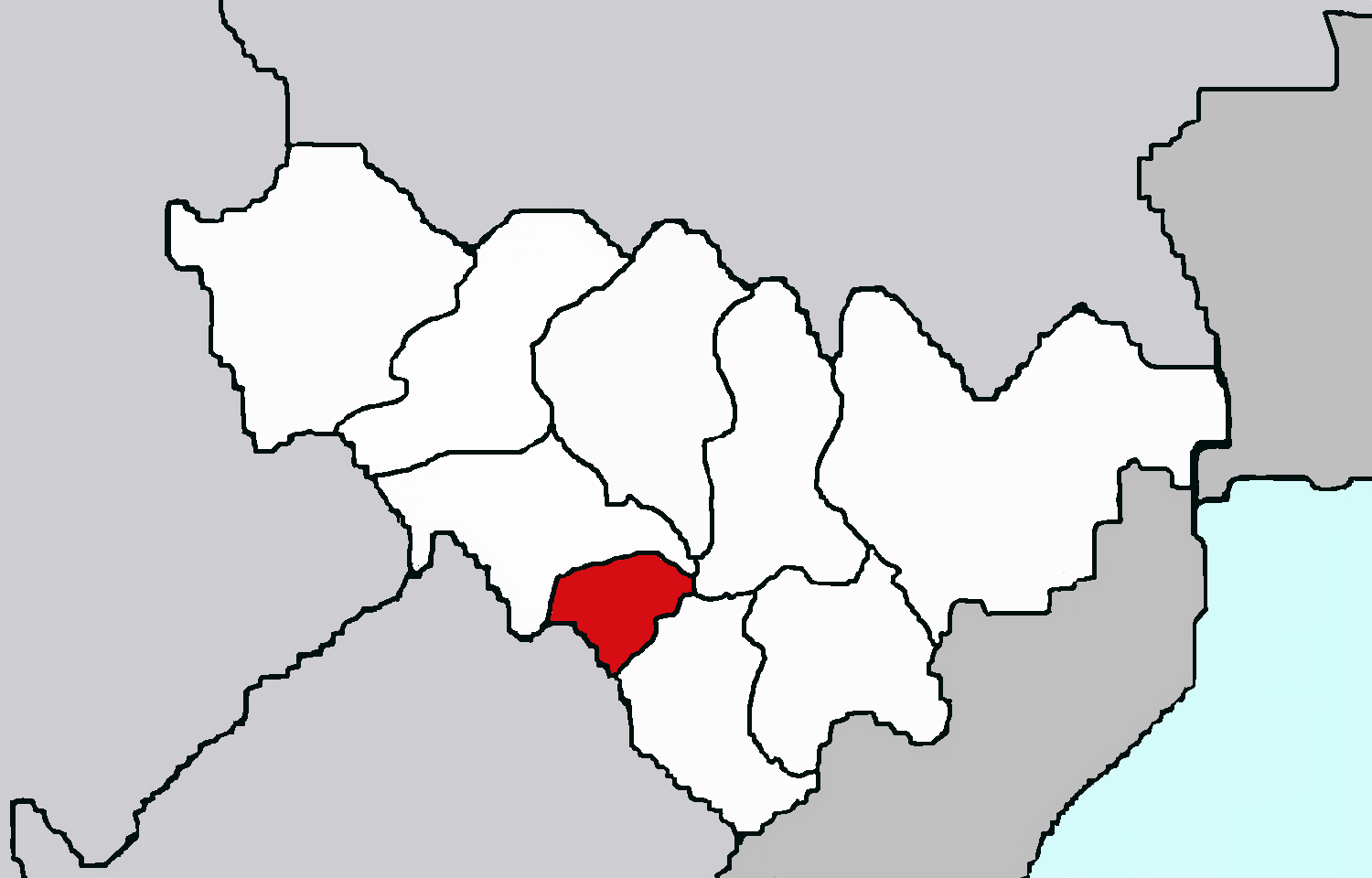
Lage Liaoyuans in Jilin

Liaoyuan (chinesisch 遼源市 / 辽源市, Pinyin Liáoyuán shì) ist eine bezirksfreie Stadt in der chinesischen Provinz Jilin. Liaoyuan hat eine Fläche von 5.140 km² und 996.903 Einwohner (Stand: Zensus 2020).
Administrativ setzt sich Liaoyuan auf Kreisebene aus zwei Stadtbezirken und zwei Kreisen zusammen. Diese sind (Stand: Zensus 2010):
- Stadtbezirk Longshan (龙山区), 254 km², 294.278 Einwohner;
- Stadtbezirk Xi’an (西安区), 179 km², 177.978 Einwohner;
- Kreis Dongfeng (东丰县), 2.524 km², 355.078 Einwohner, Hauptort: Großgemeinde Dongfeng (东丰镇);
- Kreis Dongliao (东辽县), 2.184 km², 348.905 Einwohner, Hauptort: Großgemeinde Baiquan (白泉镇).